# ネウシス作図

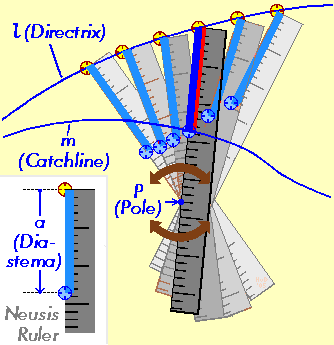
ネウシス作図

ネウシス作図（ネウシスさくず、古代ギリシア語: νεῦσις）は、ギリシアの数学者によって古くから使われてきた作図法である。

## 概要
ネウシス作図はある2つの曲線{\displaystyle l}，{\displaystyle m}の間に、極と呼ばれる点{\displaystyle P}を通る適当な長さ{\displaystyle a}の線分を描くことで行われる。曲線{\displaystyle l}は準線あるいはガイド線、{\displaystyle m}はキャッチ線と呼ばれる。上図は、この作図のためのネウシス定規を利用して長さ{\displaystyle a}の線分を探索する過程を示している。

を満たす角を三等分する角を、円の半径と同じ長さを持つ定規を用いたネウシス作図により求める方法。

## 具体例
ネウシス作図は、定規とコンパスによる作図では解決不能である作図問題を解決できる場合があるために重要視されてきた。主な例としては角の三等分問題、立方体倍積問題などがある。アルキメデス（287–212 BC）やパップス（290-350 AD)、ニュートン（1642-1726）といった数学者はよくネウシス作図を用いたとされているが、この作図法は現在ではあまり使われていない。

### ネウシス作図と正多角形
A. Baragarは、ネウシス作図により構成可能な点により得られる体の拡大{\displaystyle \mathbb {Q} =K_{0}\subset K_{1}\subset \dots \subset K_{n}=K}の拡大次数が2，3，5，6のいずれかであることを2002年に示した。これは頂点数が100以下の正多角形のうち、頂点数が23，29，43，47，49，53，59，67，71，79，83，89であるもののネウシス作図不能性を示すのに十分である。また一般に、正{\displaystyle p}角形が作図可能であるならば、{\displaystyle \zeta _{p}=e^{\frac {2\pi i}{p}}}は作図可能であり、{\displaystyle p-1}は5より大きな素因数を持つ。
頂点数が100以下の正多角形のうち、通常の作図により正三，五，十七角形が、角の三等分を認めることにより正七，九，十三，十九，二十七，三十七，七十三，八十一，九十七角形（とこれらの2の累乗倍の頂点を持つ正多角形）が作図可能である。しかしながら、全ての五次方程式がネウシス作図可能な解をもつかどうかはまだわかっていない。なお、この問題は正十一，二十五，三十一，四十一，六十一角形の作図可能性に関連している。
正十一角形がネウシス作図可能であることは、BenjaminとSnyderによって2014年に証明された。さらに一般には、非負整数{\displaystyle r}，{\displaystyle s}及び正整数{\displaystyle t}を用いて{\displaystyle 2^{r}3^{s}5^{t}+1}の形で表せる11より大きな素数{\displaystyle p}個の頂点を持つ正多角形や、頂点数が5より大きな5の累乗であるような正多角形のネウシス作図可能性は未解決問題である。

## 人気の衰退
トーマス・ヒースによれば、ギリシアの数学者オエノピデス（440 BC頃）が初めて作図にコンパスと定規のみを用いた人物で、可能な限りネウシス作図を用いないような習慣は、現在知られている限り最古の整理された幾何学の教科書を執筆したヒポクラテス（430 BC頃）によって広められたとされている。この百年後、ユークリッドは原論においてネウシス作図を避けた。
ネウシス作図の衰退における次の一歩は、プラトンのイデア論の台頭により、作図法が以下の三段階にわけられたことである。
1. 直線と円による作図
2. さらに円錐曲線を用いる作図
3. さらに別の手順を用いる、ネウシス作図のような作図

ネウシス作図は、上位の作図法が有効な解決を与えられなかったとき、最後の砦として用いられるが、パップスは他の手法が有効かもしれない問題に対してネウシス作図を用いることは「些細な問題」だとしている。